# Un certain monsieur
Un certain monsieur è un film del 1950 diretto da Yves Ciampi.
Il film è basato sul romanzo di Jean Le Hallier dal titolo Prix du Quai des Orfèvres (1947).